# Solen tchangi
Solen tchangi is een tweekleppigensoort uit de familie van de Solenidae. De wetenschappelijke naam van de soort is voor het eerst geldig gepubliceerd in 2010 door Huber.